# Proasellus racovitzai
Proasellus racovitzai är en kräftdjursart som beskrevs av Henry och Guy Magniez1972. Proasellus racovitzai ingår i släktet Proasellus och familjen sötvattensgråsuggor. Inga underarter finns listade i Catalogue of Life.